# Marc Gual
Marc Gual Huguet (Badalona, 13 marzo 1996) è un calciatore spagnolo, attaccante del Legia Varsavia.

## Caratteristiche tecniche
È un attaccante completo, veloce e versatile, capace di giocare anche da seconda punta e da ala.

## Carriera

### Club
Cresciuto nei settori giovanili di Badalona, Barcellona ed Espanyol, esordisce con la seconda squadra dei Blanquiazules il 4 ottobre 2015, nella partita pareggiata per 1-1 contro il Valencia Mestalla. Il 9 novembre 2016 viene ceduto al Siviglia Atlético, con cui firma un triennale. Dopo aver rinnovato con gli andalusi fino al 2021, il 9 agosto 2018 passa in prestito al Real Saragozza.

### Nazionale
Il 25 agosto 2017 riceve la prima convocazione con la nazionale under-21, debuttando il 1º settembre nell'amichevole vinta per 3-0 contro l'Italia, sostituendo al 70º minuto Borja Mayoral.

## Statistiche

### Presenze e reti nei club
Statistiche aggiornate al 5 aprile 2025.
| Stagione                 | Squadra                  | Campionato               | Campionato | Campionato | Coppe nazionali | Coppe nazionali | Coppe nazionali | Coppe continentali | Coppe continentali | Coppe continentali | Altre coppe | Altre coppe | Altre coppe | Totale | Totale |
| Stagione                 | Squadra                  | Comp                     | Pres       | Reti       | Comp            | Pres            | Reti            | Comp               | Pres               | Reti               | Comp        | Pres        | Reti        | Pres   | Reti   |
| ------------------------ | ------------------------ | ------------------------ | ---------- | ---------- | --------------- | --------------- | --------------- | ------------------ | ------------------ | ------------------ | ----------- | ----------- | ----------- | ------ | ------ |
| 2015-2016                | Espanyol B               | SDB                      | 24         | 7          | -               | -               | -               | -                  | -                  | -                  | -           | -           | -           | 24     | 7      |
| ago.-nov. 2016           | Espanyol B               | SDB                      | 11         | 6          | -               | -               | -               | -                  | -                  | -                  | -           | -           | -           | 11     | 6      |
| Totale Espanyol B        | Totale Espanyol B        | Totale Espanyol B        | 35         | 13         |                 | -               | -               |                    | -                  | -                  |             | -           | -           | 35     | 13     |
| nov. 2016-2017           | Siviglia Atlético        | SD                       | 24         | 14         | -               | -               | -               | -                  | -                  | -                  | -           | -           | -           | 24     | 14     |
| 2017-2018                | Siviglia Atlético        | SD                       | 23         | 1          | -               | -               | -               | -                  | -                  | -                  | -           | -           | -           | 23     | 1      |
| Totale Siviglia Atlético | Totale Siviglia Atlético | Totale Siviglia Atlético | 47         | 15         |                 | -               | -               |                    | -                  | -                  |             | -           | -           | 47     | 15     |
| 2018-2019                | Real Saragozza           | SD                       | 29         | 6          | CR              | 0               | 0               | -                  | -                  | -                  | -           | -           | -           | 29     | 6      |
| 2019-gen. 2020           | Girona                   | SD                       | 19         | 4          | CR              | 3               | 2               | -                  | -                  | -                  | -           | -           | -           | 22     | 6      |
| gen.-giu. 2020           | Real Madrid Castilla     | SDB                      | 6          | 2          | -               | -               | -               | -                  | -                  | -                  | -           | -           | -           | 6      | 2      |
| 2020-2021                | Alcorcón                 | SD                       | 36         | 5          | CR              | 1               | 0               | -                  | -                  | -                  | -           | -           | -           | 37     | 5      |
| 2021-gen. 2022           | Alcorcón                 | SD                       | 14         | 1          | CR              | 0               | 0               | -                  | -                  | -                  | -           | -           | -           | 14     | 1      |
| Totale Alcorcón          | Totale Alcorcón          | Totale Alcorcón          | 50         | 6          |                 | 1               | 0               |                    | -                  | -                  |             | -           | -           | 51     | 6      |
| mar.-giu. 2022           | Jagiellonia              | EK                       | 7          | 3          | CP              | -               | -               | -                  | -                  | -                  | -           | -           | -           | 7      | 3      |
| 2022-2023                | Jagiellonia              | EK                       | 31         | 16         | CP              | 2               | 0               | -                  | -                  | -                  | -           | -           | -           | 33     | 16     |
| Totale Jagiellonia       | Totale Jagiellonia       | Totale Jagiellonia       | 38         | 19         |                 | 2               | 0               |                    | -                  | -                  |             | -           | -           | 40     | 19     |
| 2023-2024                | Legia Varsavia           | EK                       | 33         | 8          | CP              | 2               | 1               | UECL               | 13                 | 2                  | SP          | 1           | 0           | 49     | 11     |
| 2024-2025                | Legia Varsavia           | EK                       | 25         | 7          | CP              | 4               | 3               | UECL               | 13                 | 7                  | -           | -           | -           | 42     | 17     |
| Totale Legia Varsavia    | Totale Legia Varsavia    | Totale Legia Varsavia    | 58         | 15         |                 | 6               | 4               |                    | 26                 | 9                  |             | 1           | 0           | 91     | 28     |
| Totale carriera          | Totale carriera          | Totale carriera          | 282        | 80         |                 | 12              | 6               |                    | 26                 | 9                  |             | 1           | 0           | 321    | 95     |

### Cronologia presenze e reti in nazionale
| Cronologia completa delle presenze e delle reti in nazionale ― Spagna under 21 | Cronologia completa delle presenze e delle reti in nazionale ― Spagna under 21 | Cronologia completa delle presenze e delle reti in nazionale ― Spagna under 21 | Cronologia completa delle presenze e delle reti in nazionale ― Spagna under 21 | Cronologia completa delle presenze e delle reti in nazionale ― Spagna under 21 | Cronologia completa delle presenze e delle reti in nazionale ― Spagna under 21 | Cronologia completa delle presenze e delle reti in nazionale ― Spagna under 21 | Cronologia completa delle presenze e delle reti in nazionale ― Spagna under 21 |
| Data                                                                           | Città                                                                          | In casa                                                                        | Risultato                                                                      | Ospiti                                                                         | Competizione                                                                   | Reti                                                                           | Note                                                                           |
| ------------------------------------------------------------------------------ | ------------------------------------------------------------------------------ | ------------------------------------------------------------------------------ | ------------------------------------------------------------------------------ | ------------------------------------------------------------------------------ | ------------------------------------------------------------------------------ | ------------------------------------------------------------------------------ | ------------------------------------------------------------------------------ |
| 1-9-2017                                                                       | Toledo                                                                         | Spagna under 21                                                                | 3 – 0                                                                          | Italia under 21                                                                | Amichevole                                                                     | -                                                                              | 70’                                                                            |
| 5-9-2017                                                                       | Tallinn                                                                        | Estonia under 21                                                               | 0 – 1                                                                          | Spagna under 21                                                                | Qual. Europeo Under-21 2019                                                    | -                                                                              | 77’                                                                            |
| 9-11-2017                                                                      | Murcia                                                                         | Spagna under 21                                                                | 1 – 0                                                                          | Islanda under 21                                                               | Qual. Europeo Under-21 2019                                                    | -                                                                              | 82’                                                                            |
| Totale                                                                         |                                                                                | Presenze                                                                       | 3                                                                              |                                                                                | Reti                                                                           | 0                                                                              |                                                                                |

## Palmarès

### Club

#### Competizioni nazionali
- Coppa di Polonia: 1

Legia Varsavia: 2024-2025
- Supercoppa di Polonia: 1

Legia Varsavia: 2023

### Individuale
- Capocannoniere del campionato polacco: 1

2022-2023 (18 gol)